# Gryllus ovisopis
Gryllus ovisopis is een rechtvleugelig insect uit de familie krekels (Gryllidae). De wetenschappelijke naam van deze soort is voor het eerst geldig gepubliceerd in 1974 door Walker.